# Sylvia Plath
Sylvia Plath, ameriška pesnica, romanopiska in avtorica kratkih zgodb, * 27. oktober 1932, Boston, Massachusetts, Združene države Amerike, † 11. februar 1963, London, Združeno kraljestvo.
Razvila je zvrst izpovedne poezije in je najbolj znana po svojih dveh objavljenih zbirkah, Kolos in druge pesmi (The Colossus and Other Poems ) (1960) in Ariel (1965), ter po polavtobiografskem romanu Stekleni zvon (The Bell Jar), ki je izšel tik pred njeno smrtjo leta 1963. Leta 1981 je izšla zbirka Zbrane pesmi, ki je vključevala tudi prej neobjavljena dela. Za to zbirko je Plath leta 1982 prejela Pulitzerjevo nagrado za poezijo.
Rodila se je v Bostonu v Massachusettsu, diplomirala je na Smith Collegeu v Massachusettsu in na Univerzi Cambridge v Angliji, kjer je bila študentka Newnham Collegea. Leta 1956 se je poročila s pesniškim kolegom Tedom Hughes. Skupaj sta živela v Združenih državah Amerike in nato v Angliji. Njuno razmerje je bilo burno in Plathova je v pismih navajala zlorabe z njegove strani. Imela sta dva otroka, preden sta se leta 1962 razšla.
Plathova je bila večino svojega odraslega življenja klinično depresivna, večkrat so jo zdravili z elektrokonvulzivno terapijo (EKT), leta 1963 pa je storila samomor.

## Življenje in kariera
Sylvia Plath se je rodila 27. oktobra 1932 v Bostonu v Massachusettsu. Njena mati, Aurelia Schober Plath (1906–1994), je bila Američanka druge generacije avstrijskega rodu, oče Otto Plath (1885–1940) pa je bil iz Grabowa v Mecklenburgu-Schwerinu v Nemčiji. Oče je bil entomolog in profesor biologije na bostonski univerzi ter avtor knjige o čmrljih.
27. aprila 1935 se je rodil Sylvijin brat Warren. Leta 1936 se je družina iz ulice Prince Street 24 v Massachusettsu preselila na Johnson Avenue 92 v Winthropu v Massachusettsu. Sylvijina mati Aurelia je s svojo materjo in starimi starši po materini strani, zakonci Schobers, od leta 1920 živela v delu Winthropa, imenovanem Point Shirley, ki ga Plathova omenja v svojih pesmih. Med bivanjem v Winthropu, je osemletna Plathova objavila svojo prvo pesem v otroškem oddelku časopisa Boston Herald. V naslednjih nekaj letih je Plathova objavila več pesmi v regionalnih revijah in časopisih. Pri 11 letih je Plathova začela pisati dnevnik. Poleg pisanja je že zgodaj obetala tudi kot likovna umetnica, saj je leta 1947 za svoje slike prejela nagrado Scholastic Art & Writing Awards. Plathova je imela tudi IQ okoli 160.
Otto Plath je umrl 5. novembra 1940, teden in pol po svojem rojstnem dnevu, zaradi zapletov po amputaciji stopala zaradi nezdravljene sladkorne bolezni. Obolel je kmalu po tem, ko je za pljučnim rakom umrl njegov bližnji prijatelj. Ko je Otto primerjal podobnosti med prijateljevimi in svojimi simptomi, je postal prepričan, da ima tudi on pljučnega raka, in ni poiskal zdravljenja, dokler njegova sladkorna bolezen ni preveč napredovala. Plathova, ki je bila vzgojena kot unitaristka, je po očetovi smrti doživela izgubo vere in vse življenje ostala ambivalentna glede vere. Očeta so pokopali na pokopališču Winthrop v Massachusettsu. Obisk očetovega groba je Plathovo pozneje spodbudil k pisanju pesmi "Electra on Azalea Path". Po Ottovi smrti je Aurelia leta 1942 otroke in starše preselila na Elmwood Road 26, Wellesley, Massachusetts. V enem od svojih zadnjih del, je Plathova komentirala, da se je prvih devet let "zaprla kot ladja v steklenici - lepa, nedostopna, zastarela, lep, bel leteči mit". Plathova je obiskovala srednjo šolo Bradford Senior High School (zdaj Wellesley High School) v Wellesleyju in leta 1950 maturirala. Takoj po končani srednji šoli je v časopisu Christian Science Monitor objavila svojo prvo nacionalno objavo.
Leta 1950 se je vpisala na Smith College, zasebno žensko fakulteto za svobodne umetnosti v Massachusettsu. Na akademskem področju se je odlično odrezala. V času študija na Smithu je živela v hiši Lawrence House, pred njeno staro sobo pa se nahaja spominska plošča. Urejala je revijo The Smith Review. Po tretjem letu študija je Plathova dobila želeno mesto gostujoče urednice pri reviji Mademoiselle, med katero je mesec dni preživela v New Yorku. Izkušnja ni bila takšna, kot je upala, in mnogi dogodki, ki so se zgodili med poletjem, so kasneje služili kot navdih za njen roman The Bell Jar.
Jezna je bila, ker ni bila na srečanju z valižanskim pesnikom Dylanom Thomasom – pisateljem, ki ga je ljubila, kot je dejal eden od njenih fantov. Dva dni se je potikala po taverni White Horse in hotelu Chelsea v upanju, da bo srečala Thomasa, vendar je bil že na poti domov. Nekaj tednov pozneje si je porezala noge, da bi preverila, ali ima dovolj "poguma", da bi se ubila. V tem času ni bila sprejeta na harvardski seminar pisanja s pisateljem Frankom O'Connorjem. Po elektrokonvulzivni terapiji zaradi depresije je Plathova 24. avgusta 1953 naredila svoj prvi medicinsko dokumentirani poskus samomora, ko se je splazila pod verando in zaužila materine uspavalne tablete.
Ta prvi poskus samomora je preživela, pozneje pa je napisala, da se je "blaženo predala vrtinčasti črnini, za katero sem iskreno verjela, da je večna pozaba". Naslednjih šest mesecev je preživela v psihiatrični oskrbi, kjer je bila pod nadzorom Ruth Beuscher deležna več elektrošokov in inzulinskega zdravljenja. Njeno bivanje v McLean Hospital in štipendijo Smith je plačala Olive Higgins Prouty, ki je tudi sama uspešno prebolela duševni zlom. Zdelo se je, da je Plathova dobro okrevala, zato se vrnila na kolidž.
Januarja 1955 je oddala diplomsko nalogo z naslovom Čarobno ogledal. Junija je diplomirala pri Smithu z diplomo A.B. summa cum laude. Bila je članica akademskega častnega društva Phi Beta Kappa.
Prejela je Fulbrightovo štipendijo za študij na Newnham Collegeu, enem od dveh izključno ženskih kolidžev Univerze v Cambridgeu v Angliji, kjer je še naprej aktivno pisala poezijo in objavljala svoja dela v študentskem časopisu Varsity. Na Newnhamu je študirala pri Dorothei Krook, katero je zelo cenila. Zimske in spomladanske počitnice prvega letnika je preživela na potovanjih po Evropi.
Poročila sta se 16. junija 1956 v cerkvi St George the Martyr, Holborn v Londonu (zdaj v okrožju Camden) ob prisotnosti Plathove matere. Medene tedne pa sta preživela v Parizu in Benidormu. Plathova se je oktobra vrnila v Newnham, kjer je začela drugi letnik. V tem času sta se oba močno zanimala za astrologijo in nadnaravne pojave ter uporabljala plošče ouija.
Junija 1957 sta se Plathova in Hughes preselila v Združene države Amerike, od septembra pa je Plathova poučevala na Smith Collegeu. Težko je poučevala in imela dovolj časa in energije za pisanje, zato sta se sredi leta 1958 preselila v Boston. Plathova se je zaposlila kot receptorka na psihiatričnem oddelku Splošne bolnišnice Massachusetts, zvečer pa se je udeleževala seminarjev kreativnega pisanja pesnika Roberta Lowella, ki sta jih obiskovala tudi pisatelja Anne Sexton in George Starbuck. Lowell in Sextonova sta Plathovo spodbujala, naj piše na podlagi svojih izkušenj, kar je tudi storila. Z Lowellom je odkrito razpravljala o svoji depresiji, s Sextonovo pa o svojih poskusih samomora, kar jo je spodbudilo k pisanju z bolj ženske perspektive. V tem času sta Plathova in Hughes prvič spoznala pesnika W. S. Merwina, ki je občudoval njuno delo in ostal njun prijatelj za vse življenje. Decembra je Plathova nadaljevala psihoanalitično zdravljenje pri Ruth Beuscher.
Plathova in Hughes sta potovala po Kanadi in Združenih državah, konec leta 1959 pa sta bivala v umetniški koloniji Yaddo v Saratoga Springsu v New Yorku. Plath pravi, da se je tu naučila "biti zvesta svojim čudaštvom", vendar je bila še vedno zaskrbljena zaradi izpovednega pisanja iz globoko osebnega in zasebnega gradiva. Decembra 1959 sta se preselila nazaj v Anglijo in živela v Londonu na Chalcot Square 3, blizu Primrose Hill v Regent's Parku, kjer je na plošči angleške dediščine zapisano Plathovo bivališče. 1. aprila 1960 se jima je rodila hči Frieda, oktobra pa je Plathova izdala svojo prvo pesniško zbirko The Colossus and Other Poems.
Februarja 1961 se je Plathova v drugi nosečnosti splavila; na ta dogodek se nanaša več njenih pesmi, med njimi "Parliament Hill Fields". V pismu svojemu terapevtu je Plathova zapisala, da jo je Hughes dva dni pred splavom pretepel. Avgusta je dokončala svoj napol avtobiografski roman The Bell Jar in takoj zatem se je družina preselila v Court Green v majhnem tržnem mestu North Tawton v Devonu. Nicholas se je rodil januarja 1962. Sredi leta 1962 sta Plathova in Hughes začela gojiti čebele, o katerih je Plathova napisala veliko pesmi.
Avgusta 1961 sta zakonca svoje stanovanje na Chalcot Squaru oddala Assii Wevill (rojeni Gutmann) in Davidu Wevillu, Hughes je bil takoj navdušen nad lepo Assio, saj je bila z njim. Junija 1962 je Plathova doživela prometno nesrečo, ki jo je opisala kot enega od številnih poskusov samomora. Julija 1962 je Plathova odkrila, da je imel Hughes afero z Assio Wevill. Septembra sta se Plathova in Hughes ločila.
Od oktobra 1962 je Plathova doživela velik izbruh ustvarjalnosti in napisala večino pesmi, na katerih zdaj temelji njen ugled. V zadnjih mesecih svojega življenja je napisala vsaj 26 pesmi v svoji posthumni zbirki Ariel. Decembra 1962 se je z otrokoma sama vrnila v London in za pet let najela stanovanje na ulici Fitzroy Road 23 - le nekaj ulic od stanovanja na Chalcot Square. V hiši je nekoč živel William Butler Yeats, na njej pa je nameščena modra plošča irskega pesnika, ki jo je postavila angleška kulturna dediščina. Plathova je bila s tem dejstvom zadovoljna in je menila, da je to dobro znamenje.
Severna zima 1962-1963 je bila ena najhladnejših v zadnjih 100 letih; cevi so zamrznile, otroka - zdaj stara dve leti in devet mesecev - sta bila pogosto bolna, v hiši pa ni bilo telefona. Depresija se ji je vrnila, vendar je dokončala preostanek svoje pesniške zbirke, ki je izšla po njeni smrti (1965 v Veliki Britaniji, 1966 v ZDA). Njen edini roman Stekleni zvon (The Bell Jar) je izšel januarja 1963 pod psevdonimom Victoria Lucas in je naletel na brezbrižnost kritikov.

### Zadnja depresivna epizoda in smrt
Pred smrtjo si je Plathova večkrat poskušala vzeti življenje. 24. avgusta 1953 je predozirala uspavalne tablete, junija 1962 pa je z avtom zapeljala s ceste v reko, kar je kasneje označila kot poskus samomora.
Januarja 1963 se je Plathova pogovarjala z Johnom Horderjem, svojim splošnim zdravnikom in bližnjim prijateljem, ki je živel v njeni bližini. Opisala je trenutno depresivno epizodo, ki jo je doživljala; trajala je že šest ali sedem mesecev. Čeprav je večino časa lahko še naprej delala, se je njena depresija poslabšala in postala huda. Plathova se je spopadala z nespečnostjo, ponoči je jemala zdravila za spanje in se pogosto zgodaj zbujala. Izgubila je 9 kg. Vendar je še naprej skrbela za svoj telesni videz in navzven ni govorila o občutku krivde ali nevrednosti.
Horder ji je nekaj dni pred samomorom predpisal antidepresiv, inhibitor monoaminooksidaze, ki ga je uporabila kot zdravilo proti depresiji. Ker je vedel, da je sama z dvema majhnima otrokoma v nevarnosti, jo je, kot pravi, vsak dan obiskoval in si močno prizadeval, da bi jo sprejeli v bolnišnico. Ker to ni uspelo, ji je priskrbel stalno medicinsko sestro. Komentatorji so trdili, da antidepresivi lahko začnejo delovati šele po treh tednih, zato Horderjev recept ne bi v celoti učinkoval.
Medicinska sestra naj bi prišla 11. februarja 1963 ob devetih zjutraj, da bi Plathovi pomagala pri skrbi za otroke. Ob prihodu ni mogla vstopiti v stanovanje, vendar ji je s pomočjo delavca Charlesa Langridgea sčasoma uspelo. Našli so Plathovo mrtvo, z glavo v pečici, saj je z lepilnim trakom, brisačami in krpami zapečatila prostore med njo in spečimi otroki. Stara je bila 30 let.
Tistega jutra je soseda iz spodnjega nadstropja Trevorja Thomasa vprašala ob kateri uri bo odšel. Pustila je tudi listek z napisom "Pokličite doktorja Horderja", vključno z zdravnikovo telefonsko številko. Trdi se, da je Plathova prižgala plin v času, ko bi Thomas lahko videl listek (čeprav je uhajajoči plin pronical v spodnje nadstropje in tudi Thomasa med spanjem spravil v nezavest). Jillian Becker, Plathova prijateljica, je zapisala: "Po besedah gospoda Goodchilda, policista, zaposlenega pri koronerju, je [Plathova] potisnila glavo daleč v plinsko peč in je resnično hotela umreti." Tudi Horder je menil, da je bil njen namen jasen. Plathova je kakovost svojega obupa opisala kot "sovje kremplje, ki stiskajo moje srce". Prijatelj in kritik Al Alvarez je v svoji knjigi o samomoru iz leta 1971 trdil, da je bil Plathova samomor klic na pomoč brez odgovora,v intervjuju za BBC marca 2000 pa je govoril o tem, da ni prepoznal Plathove depresije, in dejal, da obžaluje, da ji ni mogel nuditi čustvene podpore.

### Po smrti
Preiskava je bila opravljena 15. februarja in je pokazala, da je šlo za samomor zaradi zastrupitve z ogljikovim monoksidom. Hughes je bil uničen; ločena sta bila šest mesecev. Na Plathovi nagrobni plošči na župnijskem pokopališču svetega Tomaža Apostola v Heptonstallu je napis, ki ga je zanjo izbral Hughes. 
Hči Plathove in Hughesa, Frieda Hughes, je pisateljica in umetnica. Njun sin Nicholas Hughes se je 16. marca 2009 obesil na svojem domu v Fairbanksu na Aljaski zaradi depresije.

## Dela
Plathova je pisala poezijo od svojega osmega leta, ko je bila njena prva pesem objavljena v časopisu Boston Traveller. Do prihoda na Smith College je napisala več kot 50 kratkih zgodb in bila objavljena v številnih revijah. Pravzaprav si je Plathova večino svojega življenja želela pisati prozo in zgodbe, poezijo pa je imela za postransko. Vendar ji pri objavljanju proze ni uspelo. Na univerzi Smith je diplomirala iz angleščine in prejela vse glavne nagrade za pisanje in štipendije. Poleg tega je dobila mesto poletne urednice pri mladinski ženski reviji Mademoiselle, ob diplomi leta 1955 pa je prejela nagrado Glascock za delo "Dva ljubimca in plažarja ob pravem morju". Kasneje je pisala za univerzitetno publikacijo Varsity.

### The Colossus (Kolos)
Do konca leta 1960, ko je založba Heinemann v Združenem kraljestvu izdala njeno prvo zbirko The Colossus and Other Poems, je bila Plathova večkrat uvrščena v ožji izbor na tekmovanju Yale Younger Poets, njena dela pa so bila natisnjena v revijah Harper's, The Spectator in The Times Literary Supplement. Vse pesmi v zbirki The Colossus so bile že natisnjene v najpomembnejših ameriških in britanskih revijah, imela pa je tudi pogodbo z revijo The New Yorker. Vendar je bila njena zbirka Ariel iz leta 1965, objavljena posthumno, tista, na kateri Plathova v bistvu temelji. Pogosto so njena dela izpostavljena zaradi intenzivnega spajanja nasilnih ali vznemirjenih podob ter igrive uporabe aliteracij in rim.
Kolos je v Veliki Britaniji prejel večinoma pozitivne kritike, ki so Plathovo izpostavile kot nov in močan glas, individualen in ameriško obarvan. Peter Dickinson pri časopisu Punch je zbirko označil za "pravo najdbo" in "vznemirljivo branje", polno "čistih, lahkotnih verzov". Bernard Bergonzi pri časopisu Manchester Guardian je dejal, da je knjiga "izjemen tehnični dosežek" z "virtuozno kakovostjo". Od trenutka objave je postala prisotna na pesniškem prizorišču. Knjiga je leta 1962 izšla v Ameriki, kjer je naletela na manj navdušujoče kritike. Medtem ko je bila njena obrt na splošno pohvaljena, je bilo njeno pisanje obravnavano kot bolj izpeljano iz drugih pesnikov.

### The Bell Jar (Stekleni zvon)
Plathova je napol avtobiografski roman objavila leta 1963, v ZDA pa leta 1971. Ko je materi opisovala nastanek knjige, je zapisala: "To, kar sem naredila, je, da sem zbrala dogodke iz svojega življenja in si jih izmislila, da bi dodala barvo - v resnici je to kotel, vendar mislim, da bo pokazal, kako izoliran se človek počuti, ko doživi zlom ... Svoj svet in ljudi v njem sem skušala prikazati, kot jih vidim skozi izkrivljajočo lečo zvonika". Plathova je v prvem letniku hodila z Dickom Nortonom, starejšim študentom z Yala. Norton, na katerem temelji lik Buddyja v romanu The Bell Jar, je zbolel za tuberkulozo in se zdravil v sanatoriju Ray Brook v bližini jezera Saranac. Med obiskom pri Nortonu si je Plathova pri smučanju zlomila nogo, kar je bilo v romanu izmišljeno. Plathova je roman uporabila tudi za izpostavljanje vprašanja žensk na delovnem mestu v petdesetih letih 20. stoletja. Močno je verjela, da so ženske sposobne biti pisateljice in urednice, medtem ko jih je družba silila v opravljanje tajniških vlog.

### Double Exposure (Dvojna Izpostavljenost)
Leta 1963, po objavi romana The Bell Jar, je Plathova začela pisati še eno literarno delo z naslovom Double Exposure (Dvojna izpostavljenost), ki pa ni bilo nikoli objavljeno. Ted Hughes je leta 1979 dejal, da je Plathova za seboj pustila tipkopis "na približno 130 straneh", leta 1995 pa je govoril o le "šestdesetih, sedemdesetih straneh". Olwyn Hughes je leta 2003 zapisala, da je tipkopis morda obsegal prvi dve poglavji in ni presegal šestdeset strani.

### Ariel
Posmrtna objava zbirke Ariel leta 1965 je pospešila njeno slavo. Pesmi v zbirki Ariel pomenijo odmik od njenih prejšnjih del v bolj osebno pesniško areno. Pri tem premiku je morda imela pomembno vlogo poezija Roberta Lowella, saj je v intervjuju tik pred smrtjo kot pomemben vpliv navedla Lowellovo knjigo Life Studies iz leta 1959. Vpliv knjige Ariel je bil dramatičen, saj je v pesmih, kot so "Tulipani", "Oče" in "Lady Lazarus", vsebovala temačne in potencialno avtobiografske opise duševnih bolezni. Plathova pogosto sodi v žanr izpovedne poezije, njen slog pa se primerja z drugimi sodobniki, kot sta Lowell in W. D. Snodgrass. Plathova tesna prijateljica Al Alvarez, ki je o njej veliko pisala, je o njenem poznejšem delu dejala: "V svojem zrelem delu je podrobnosti iz vsakdanjega življenja zavestno uporabljala kot surovino za svojo umetnost. Naključni obiskovalec ali nepričakovan telefonski klic, ureznina, modrica, kuhinjska posoda, svečnik - vse je postalo uporabno, nabito s pomenom, preoblikovano. Njene pesmi so polne referenc in podob, ki se s te razdalje zdijo nepojmljive, vendar bi jih znanstvenik, ki bi imel popoln dostop do podrobnosti njenega življenja, večinoma lahko razložil v opombah." Veliko Plathove poznejših pesmi se ukvarja s tem, kar eden od kritikov imenuje "domača nadrealnost", v kateri Plathova vzame vsakdanje elemente življenja in preobrne podobe, tako da jim da skoraj nočno morsko kakovost. Pesem "Jutranja pesem" iz zbirke Ariel velja za eno njenih najboljših pesmi o svobodi izražanja umetnice.
Njena izpovedna pesnica in prijateljica Anne Sexton je komentirala: "S Sylvio sva se na dolgo in široko pogovarjali o najinem prvem samomoru, podrobno in poglobljeno - med brezplačnim krompirjevim čipsom. Samomor je navsezadnje nasprotje pesmi. Sylvia in jaz sva pogosto govorili o nasprotjih. O smrti sva se pogovarjala z zagrenjeno intenzivnostjo, oba naju je privlačilo kot molje na električno žarnico in sva jo sesala. Zgodbo o svojem prvem samomoru je pripovedovala s sladkimi in ljubečimi podrobnostmi, in njen opis v Zvončku je prav takšna zgodba." Zaradi izpovedne interpretacije Plathove so nekateri zavrnili nekatere vidike njenega dela kot izpostavljanje sentimentalistične melodrame. Theodore Dalrymple je na primer leta 2010 trdil, da je bila Plathova "zaščitnica samodramatizacije" in samopomilovanja. Revizionistični kritiki, kot je Tracy Brain, pa so nasprotovali strogo avtobiografski interpretaciji Plathove.

### Druga dela
Leta 1971 sta v Veliki Britaniji izšli zbirki Winter Trees in Crossing the Water, ki vključujeta devet prej nevidenih pesmi iz originalnega rokopisa Ariela.
V zbirki Crossing the Water je veliko odlično izvedenih del. Njen najbolj presenetljiv vtis je vtis umetnice iz prve vrste, ki odkriva svojo pravo moč. Plathova knjigo obvladuje tako zelo, da ima posebnost in gotovost, zaradi česar bi morala biti tako slavna kot Kolos ali Ariel.
Zbirka Zbrane pesmi, ki je izšla leta 1981, uredil in predstavil pa jo je Ted Hughes, vsebuje poezijo, napisano od leta 1956 do njene smrti. Leta 2006 je Anna Journey, takrat podiplomska študentka na Univerzi Virginia Commonwealth, odkrila prej neobjavljen sonet z naslovom "Ennui", ki ga je napisala Plathova. Pesem, ki je nastala v Plathovi zgodnji dobi na kolidžu Smith, je bila objavljena v spletni reviji Blackbird.

### Dnevniki in pisma
Pisma so bila objavljena leta 1975, uredila in izbrala jih je njena mati Aurelia Plath. Zbirka je izšla pod naslovom Letters Home. Plathova je začela pisati dnevnik pri enajstih letih in ga pisala vse do samomora. Njeni dnevniki za odrasle, začenši s prvim letnikom na Smith Collegeu leta 1950, so bili prvič objavljeni leta 1982 pod naslovom The Journals of Sylvia Plath, ki ga je uredila Frances McCullough, svetovalni urednik pa je bil Ted Hughes. Leta 1982, ko je Smith College kupil preostale dnevnike Plathove, je Hughes dva od njih zapečatil do 11. februarja 2013, ko je bila 50. obletnica Plathove smrti.
V zadnjih letih svojega življenja je Hughes začel delati na popolnejši objavi dnevnikov. Leta 1998, tik pred smrtjo, je oba dnevnika odpečatil in projekt prenesel na Plathova otroka, Friedo in Nicholasa, ki sta ga predala Karen V. Kukil. Kukilova je končala urejanje decembra 1999 in leta 2000 je založba Anchor Books izdala knjigo The Unabridged Journals of Sylvia Plath. Več kot polovica novega zvezka je vsebovala novo objavljeno gradivo. Ameriška pisateljica Joyce Carol Oates je objavo označila za "pravi literarni dogodek". Hughes se je soočil s kritikami zaradi svoje vloge pri ravnanju z dnevniki: trdil je, da je uničil zadnji dnevnik Plathove, ki je vseboval zapise od zime 1962 do njene smrti.

## Teme in zapuščina
V zgodnjih pesmih Sylvie Plath se pojavljajo podobe, ki so postale zanjo značilne, saj uporablja osebne in naravne podobe, v katerih so na primer luna, kri, bolnišnice, plodovi in lobanje. Večinoma je šlo za posnemanje pesnikov, ki jih je občudovala, kot so Dylan Thomas, W. B. Yeats in Marianne Moore. Konec leta 1959, ko je bila s Hughesom v pisateljski koloniji Yaddo v državi New York, je napisala sedemdelno "Pesem za rojstni dan", v kateri se ponavlja sekvenca Theodorja Roethkeja Izgubljeni sin, čeprav je njena tema lastni travmatični zlom in poskus samomora pri 20 letih. Po letu 1960 je njeno delo prešlo v bolj nadrealistično pokrajino, ki jo zatemnjujeta občutek ujetosti in grozeče smrti, ki jo je zasenčil njen oče. Kolos je prežet s temami smrti, odrešitve in vstajenja. Po Hughesovem odhodu je Plathova v manj kot dveh mesecih ustvarila 40 pesmi besa, obupa, ljubezni in maščevanja, na katerih večinoma temelji njen sloves.
Plathova krajinska je pisala krajinsko poezijo vse svoje življenje. Njena pesem "Wuthering Heights" iz septembra 1961 ima naslov iz romana Emily Brontë, vendar je njena vsebina in slog Plathova lastna posebna vizija peninske pokrajine.
Plathova je zaslovela šele z objavo knjige Ariel leta 1965. Takoj po izidu so kritiki zbirko začeli obravnavati kot prikaz Plathove vse večjega obupa ali smrtne želje. Njena dramatična smrt je postala njen najbolj znan vidik in to tudi ostaja. Time in Life sta po njeni smrti recenzirala tanko zbirko Ariel. Kritik pri Timeu je dejal "V tednu dni po njeni smrti se je intelektualka Londonova stiskala nad izvodi nenavadne in strašne pesmi, ki jo je napisala med zadnjim bolezenskim zdrsom proti samomoru. Naslov je bil 'Oče', tema je bila njena morbidna ljubezen in sovraštvo do očeta, slog je bil brutalen kot palica. Še več, "Očka" je bil le prvi plamenski curek literarnega zmaja, ki je v zadnjih mesecih svojega življenja po literarni pokrajini bruhal gorečo reko žolča. ... V njenih najbolj divjih pesmih, "Oče" in "Lady Lazarus", se strah, sovraštvo, ljubezen, smrt in pesničina lastna identiteta zlivajo s črnim žarom z likom njenega očeta in prek njega s krivdo nemških iztrebljevalcev in trpljenjem njihovih judovskih žrtev.
Nekateri v feminističnem gibanju so v Plathovi videli, da govori o njihovih izkušnjah, da je "simbol omadeževane ženske genialnosti". Pisateljica Honor Moore opisuje Ariel kot začetek gibanja, Plathova je bila nenadoma vidna kot "ženska na papirju", gotova in drzna. Mooreova pravi: "Ko je leta 1966 v Združenih državah Amerike izšel Ariel Sylvie Plath, so ameriške ženske to opazile. Ne le ženske, ki so običajno brale pesmi, ampak tudi gospodinje in matere, v katerih so se prebudile ambicije ... Tu je bila ženska, odlično izurjena v svoji obrti, katere zadnje pesmi so brezkompromisno opisovale ženski bes, ambivalenco in žalost v glasu, s katerim so se poistovetile mnoge ženske." Nekatere feministke so v imenu Plathove grozile, da bodo ubile Hughesa.
Ameriška pošta je leta 2012 izdala poštno znamko z motivom Plathove. Na plošči angleške dediščine je zapisano, da je Plathova živela na naslovu 3 Chalcot Square v Londonu. 

## Seznam publikacij

### Pesniške zbirke
- The Colossus and Other Poems (1960, William Heinemann)
- Ariel (1965, Faber and Faber)
- Three Women: A Monologue for Three Voices (1968, Turret Book)
- Crossing the Water (1971, Faber and Faber)
- Winter Trees (1971, Faber and Faber)
- The Collected Poems (1981, Faber and Faber)
- Selected Poems (1985, Faber and Faber)
- Ariel: The Restored Edition (2004, Faber and Faber)

### Zbrana proza in romani
- The Bell Jar, pod psevdonimom "Victoria Lucas" (roman, 1963, Heinemann)

- Letters Home: Correspondence 1950–1963 (1975, Harper & Row, Združene države Amerike; Faber and Faber, UK)
- Johnny Panic and the Bible of Dreams: Short Stories, Prose, and Diary Excerpts (1977, Faber and Faber)
- The Journals of Sylvia Plath (1982, Dial Press)
- The Magic Mirror (1989), Diplomsko delo Plathove na Smith Collegeu
- The Unabridged Journals of Sylvia Plath, uredila Karen V. Kukil (2000, Anchor Books)
- The Letters of Sylvia Plath, Volume 1, uredil Peter K. Steinberg and Karen V. Kukil (2017, Faber and Faber)
- The Letters of Sylvia Plath, Volume 2, uredil Peter K. Steinberg and Karen V. Kukil (2018, Faber and Faber)
- Mary Ventura and the Ninth Kingdom (2019, Faber and Faber)

### Knjige za otroke
- The Bed Book, ilustriral [Quentin Blake]] (1976, Faber and Faber)
- The It-Doesn't-Matter Suit (1996, Faber and Faber)
- Mrs. Cherry's Kitchen (2001, Faber and Faber)
- Collected Children's Stories (Združeno kraljestvo, 2001, Faber and Faber)